# Да Мін люй
Да Мін люй — основний збірник законів, який діяв в Китаї в період правління династії Мін (остання третина XIV — перша половина XVII століття), важливий етап у розвитку середньовічного китайського законодавства, включав в основному норми кримінального права.
Традиційна правова норма базувалась на чотирьох типах уставів: люй, лін, ге і ші.

- Люй включав норми кримінального права;
- Лін встановлював розпорядок і співвідношення серед старших і молодших, знатних і низьких, а також державну структуру;
- Ге встановлювали постійну практику, здійснювану всіма посадовими особами на їх посадах;
- Ші (фа кит. 法) був законом для посадових осіб.